# Marcilly-sur-Vienne
Pour les articles homonymes, voir Marcilly.
Marcilly-sur-Vienne est une commune française du département d'Indre-et-Loire, en région Centre-Val de Loire.

## Géographie
Canton de Sainte-Maure - Arrondissement de Chinon - Superficie : 1 099 hectares  à 42 mètres d'altitude - nombre d'habitants : 513 - Voies d'eau : La Vienne et les ruisseaux "Le ruisseau de la Fontaine, du Ceps et du Sourd" - Communes frontalières : Ports, Luzé, Rilly-sur-Vienne, Pouzay et Nouâtre - Routes départementales : D18 (itinéraire vert) et D 108 (Nouâtre).
| Rilly-sur-Vienne | Pouzay              |         |
|                  | Marcilly-sur-Vienne | Nouâtre |
| Luzé             | Ports-sur-Vienne    |         |

### Hydrographie

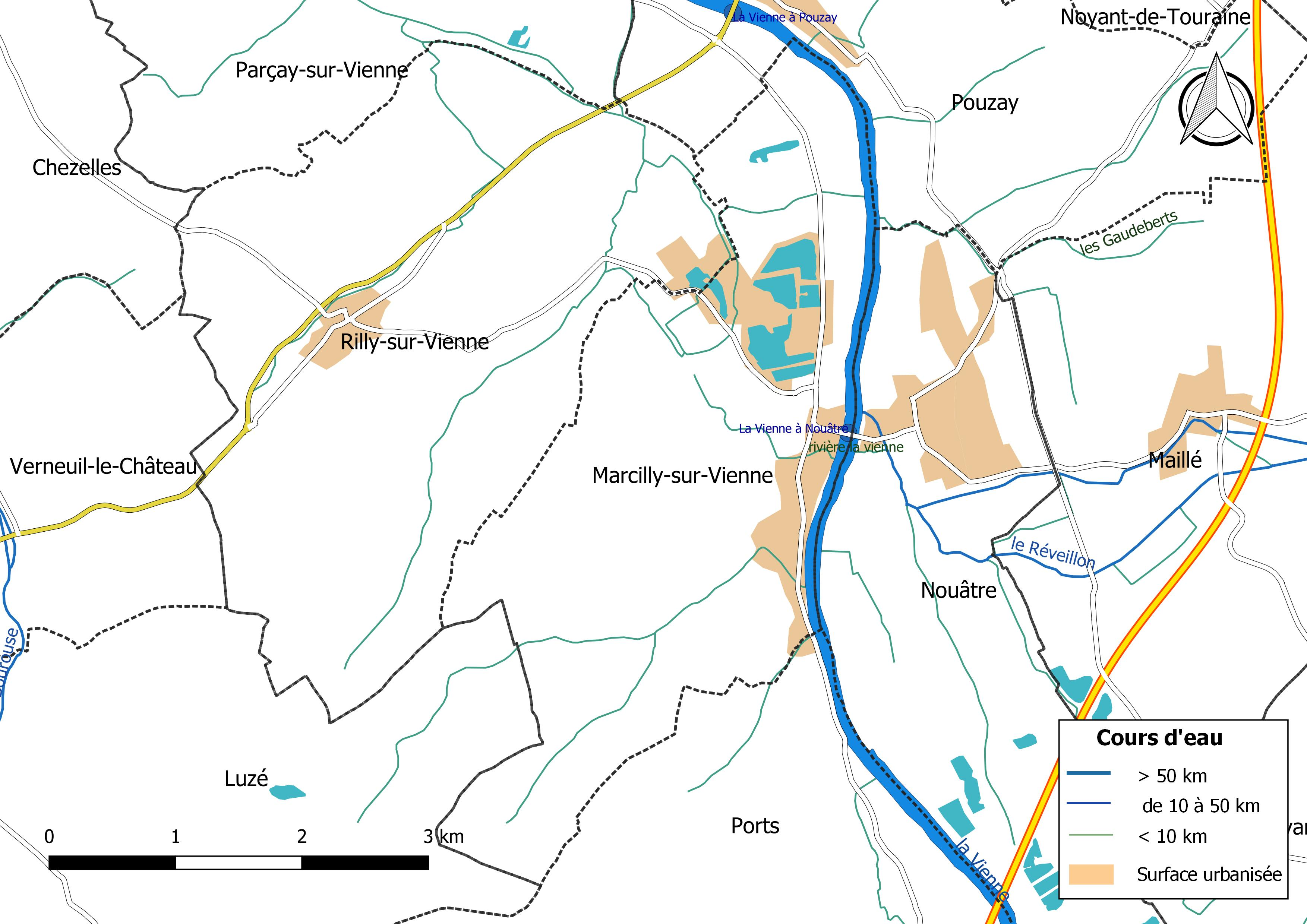
Réseau hydrographique de Marcilly-sur-Vienne.

La commune est bordée sur son flanc est par la Vienne (4,976 km). Le réseau hydrographique communal, d'une longueur totale de 15,63 km, comprend également divers petits cours d'eau dont les Gaudeberts (0,015 km),.
La Vienne, d'une longueur totale de 363,3 km, prend sa source sur le plateau de Millevaches, dans la Creuse, à une altitude comprise entre 860 et 895 m et se jette  dans la Loire à Candes-Saint-Martin, à 30 m d'altitude, après avoir traversé 96 communes. La station de Nouâtre permet de caractériser les paramètres hydrométriques de la Vienne. Le débit mensuel moyen (calculé sur 61 ans pour cette station) varie de 60 m3/s au mois d'août  à 355 m3/s au mois de février. Le débit instantané maximal observé sur cette station est de 2 480 m3/s le 1er janvier 1962, la hauteur maximale relevée a été de 8,61 m le 8 janvier 1962,.
Sur le plan piscicole, la Vienne est classée en deuxième catégorie piscicole. Le groupe biologique dominant est constitué essentiellement de poissons blancs (cyprinidés) et de carnassiers (brochet, sandre et perche).
Deux zones humides ont été répertoriées sur la commune par la direction départementale des territoires (DDT) et le Conseil départemental d'Indre-et-Loire : « Cambraye » et « La Gilberdière »,.

### Climat
Pour des articles plus généraux, voir Climat du Centre-Val de Loire et Climat d'Indre-et-Loire.
En 2010, le climat de la commune est de type climat océanique altéré, selon une étude du CNRS s'appuyant sur une série de données couvrant la période 1971-2000. En 2020, Météo-France publie une typologie des climats de la France métropolitaine dans laquelle la commune est toujours exposée à un climat océanique altéré et est dans la région climatique Moyenne vallée de la Loire, caractérisée par une bonne insolation (1 850 h/an) et un été peu pluvieux.
Pour la période 1971-2000, la température annuelle moyenne est de 11,8 °C, avec une amplitude thermique annuelle de 14,3 °C. Le cumul annuel moyen de précipitations est de 684 mm, avec 11,2 jours de précipitations en janvier et 6,4 jours en juillet. Pour la période 1991-2020, la température moyenne annuelle observée sur la station météorologique de Météo-France la plus proche, sur la commune de Courcoué à 11 km à vol d'oiseau, est de 12,5 °C et le cumul annuel moyen de précipitations est de 688,4 mm,. Pour l'avenir, les paramètres climatiques de la commune estimés pour 2050 selon différents scénarios d'émission de gaz à effet de serre sont consultables sur un site dédié publié par Météo-France en novembre 2022.

## Urbanisme

### Typologie
Au 1er janvier 2024, Marcilly-sur-Vienne est catégorisée commune rurale à habitat dispersé, selon la nouvelle grille communale de densité à sept niveaux définie par l'Insee en 2022.
Elle est située hors unité urbaine. Par ailleurs la commune fait partie de l'aire d'attraction de Tours, dont elle est une commune de la couronne,. Cette aire, qui regroupe 162 communes, est catégorisée dans les aires de 200 000 à moins de 700 000 habitants,.

### Occupation des sols
L'occupation des sols de la commune, telle qu'elle ressort de la base de données européenne d’occupation biophysique des sols Corine Land Cover (CLC), est marquée par l'importance des territoires agricoles (80 % en 2018), en diminution par rapport à 1990 (85,1 %). La répartition détaillée en 2018 est la suivante : 
terres arables (51 %), zones agricoles hétérogènes (29 %), eaux continentales (10,6 %), zones urbanisées (6,2 %), forêts (3,2 %). L'évolution de l’occupation des sols de la commune et de ses infrastructures peut être observée sur les différentes représentations cartographiques du territoire : la carte de Cassini (XVIIIe siècle), la carte d'état-major (1820-1866) et les cartes ou photos aériennes de l'IGN pour la période actuelle (1950 à aujourd'hui).

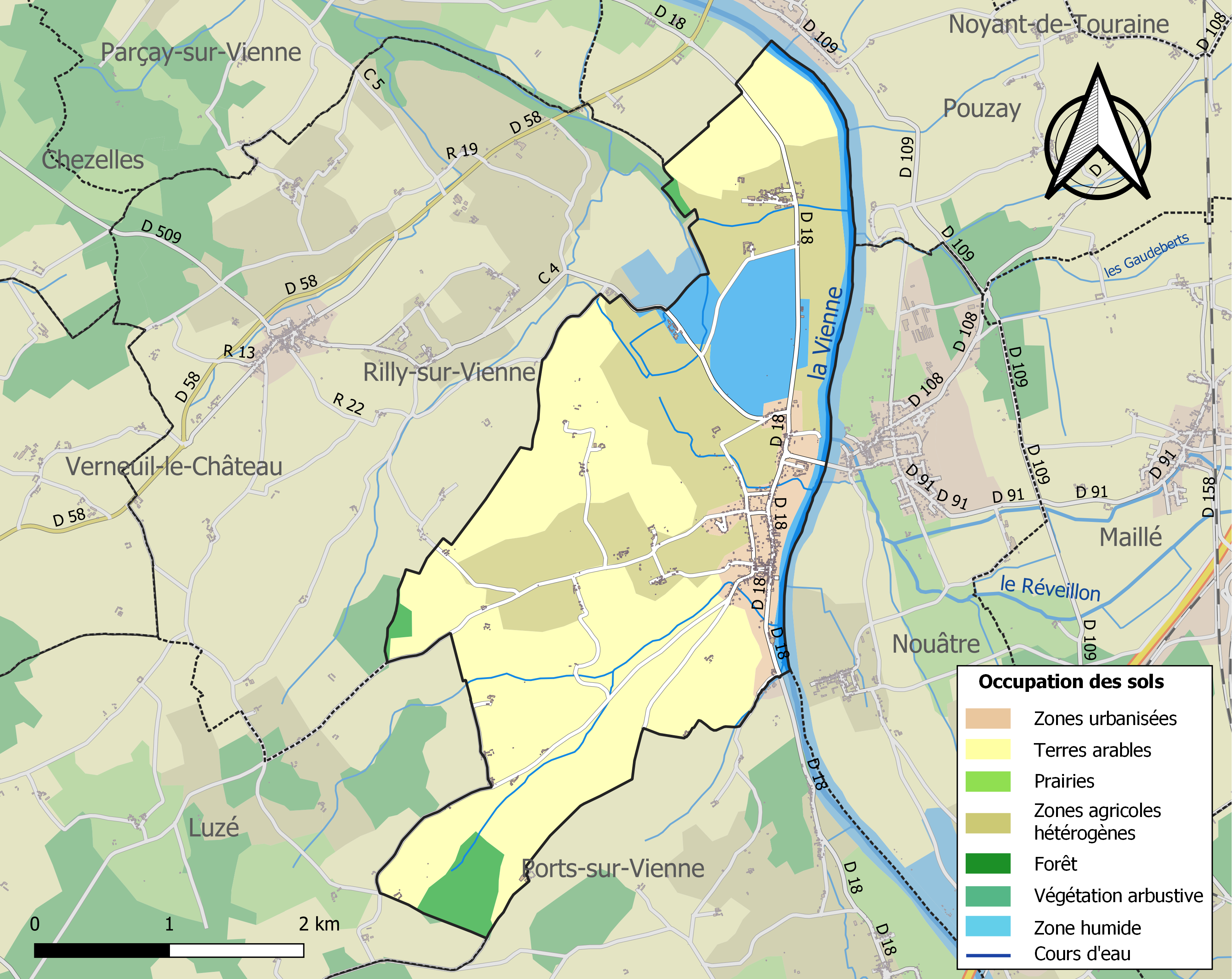
Carte des infrastructures et de l'occupation des sols de la commune en 2018 (CLC).

### Risques majeurs
Le territoire de la commune de Marcilly-sur-Vienne est vulnérable à différents aléas naturels : météorologiques (tempête, orage, neige, grand froid, canicule ou sécheresse), inondations, feux de forêts et séisme (sismicité faible). Un site publié par le BRGM permet d'évaluer simplement et rapidement les risques d'un bien localisé soit par son adresse soit par le numéro de sa parcelle.
Certaines parties du territoire communal sont susceptibles d’être affectées par le risque d’inondation par débordement de cours d'eau, notamment le Réveillon et la Vienne. La commune a été reconnue en état de catastrophe naturelle au titre des dommages causés par les inondations et coulées de boue survenues en 1982, 1988, 1992, 1993, 1994 et 1999,.
Pour anticiper une remontée des risques de feux de forêt et de végétation vers le nord de la France en lien avec le dérèglement climatique, les services de l’État en région Centre-Val de Loire (DREAL, DRAAF, DDT) avec les SDIS ont réalisé en 2021 un atlas régional du risque de feux de forêt, permettant d’améliorer la connaissance sur les massifs les plus exposés. La commune, étant pour partie dans le massif de Marigny, est classée au niveau de risque 1, sur une échelle qui en comporte quatre (1 étant le niveau maximal).

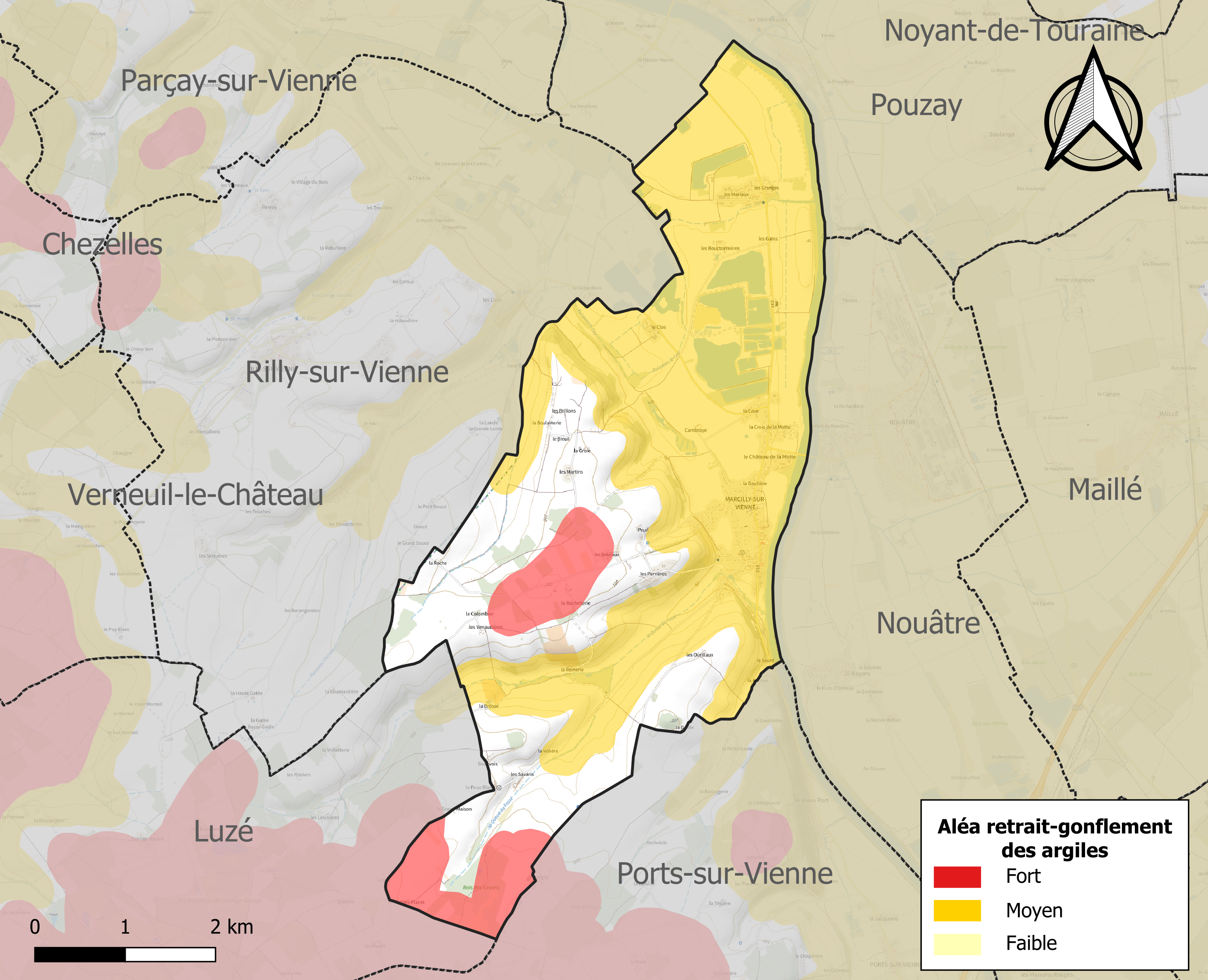
Carte des zones d'aléa retrait-gonflement des sols argileux de Marcilly-sur-Vienne.

Le retrait-gonflement des sols argileux est susceptible d'engendrer des dommages importants aux bâtiments en cas d’alternance de périodes de sécheresse et de pluie. 70,9 % de la superficie communale est en aléa moyen ou fort (90,2 % au niveau départemental et 48,5 % au niveau national). Sur les 311 bâtiments dénombrés sur la commune en 2019, 265 sont en aléa moyen ou fort, soit 85 %, à comparer aux 91 % au niveau départemental et 54 % au niveau national. Une cartographie de l'exposition du territoire national au retrait gonflement des sols argileux est disponible sur le site du BRGM,.
Concernant les mouvements de terrains, la commune a été reconnue en état de catastrophe naturelle au titre des dommages causés par la sécheresse en 2003 et par des mouvements de terrain en 1999.

## Histoire
Une charte de l'abbaye de Noyers cite au XIe siècle Marcilly-sur-Vienne sous le nom de Marcilliacus. Ce petit bourg avec son importante ferme du marais était un fief dépendant du Château de la Motte. Successivement le toponyme est orthographié Marcelleius, puis Marcillus en 1230 et la forme Marcillé perdura longtemps.

## Politique et administration

### Tendances politiques
| Scrutin             | Scrutin             | 1er tour | 1er tour | 1er tour | 1er tour | 1er tour | 1er tour | 1er tour | 1er tour | 1er tour | 1er tour | 1er tour | 1er tour | 2d tour | 2d tour  | 2d tour | 2d tour | 2d tour | 2d tour |
| Scrutin             | Scrutin             | 1er      | 1er      | %        | 2e       | 2e       | %        | 3e       | 3e       | %        | 4e       | 4e       | %        | 1er     | 1er      | %       | 2e      | 2e      | %       |
| ------------------- | ------------------- | -------- | -------- | -------- | -------- | -------- | -------- | -------- | -------- | -------- | -------- | -------- | -------- | ------- | -------- | ------- | ------- | ------- | ------- |
| Présidentielle 2017 | Présidentielle 2017 |          | FN       | 32,14    |          | EM       | 19,23    |          | LR       | 18,68    |          | LFI      | 14,01    |         | EM       | 54,02   |         | FN      | 45,98   |
| Présidentielle 2022 | Présidentielle 2022 |          | RN       | 32,17    |          | LREM     | 27,25    |          | LFI      | 13,04    |          | REC      | 6,67     |         | RN       | 50,00   |         | LREM    | 50,00   |
| Législatives 2022   | 4e                  |          | RN       | 36,97    |          | RE-Ens   | 26,05    |          | PS-Nupes | 19,75    |          | LR       | 6,72     |         | PS-Nupes | 50,24   |         | RE-Ens  | 49,76   |
| Législatives 2024   | 4e                  |          | RN       | 51,59    |          | RE-Ens   | 20,38    |          | PS-NFP   | 18,79    |          | LR       | 7,96     |         | RN       | 59,87   |         | PS-NFP  | 40,13   |

## Population et société

### Démographie
L'évolution du nombre d'habitants est connue à travers les recensements de la population effectués dans la commune depuis 1793. Pour les communes de moins de 10 000 habitants, une enquête de recensement portant sur toute la population est réalisée tous les cinq ans, les populations de référence des années intermédiaires étant quant à elles estimées par interpolation ou extrapolation. Pour la commune, le premier recensement exhaustif entrant dans le cadre du nouveau dispositif a été réalisé en 2008.

En 2022, la commune comptait 556 habitants, en évolution de +1,28 % par rapport à 2016 (Indre-et-Loire : +1,67 %, France hors Mayotte : +2,11 %).
| 1793 | 1800 | 1806 | 1821 | 1831 | 1836 | 1841 | 1846 | 1851 |
| ---- | ---- | ---- | ---- | ---- | ---- | ---- | ---- | ---- |
| 298  | 170  | 266  | 360  | 369  | 350  | 385  | 401  | 397  |

| 1856 | 1861 | 1866 | 1872 | 1876 | 1881 | 1886 | 1891 | 1896 |
| ---- | ---- | ---- | ---- | ---- | ---- | ---- | ---- | ---- |
| 388  | 410  | 418  | 404  | 423  | 404  | 437  | 426  | 438  |

| 1901 | 1906 | 1911 | 1921 | 1926 | 1931 | 1936 | 1946 | 1954 |
| ---- | ---- | ---- | ---- | ---- | ---- | ---- | ---- | ---- |
| 423  | 425  | 425  | 446  | 481  | 508  | 481  | 462  | 510  |

| 1962 | 1968 | 1975 | 1982 | 1990 | 1999 | 2006 | 2008 | 2013 |
| ---- | ---- | ---- | ---- | ---- | ---- | ---- | ---- | ---- |
| 542  | 544  | 446  | 515  | 526  | 509  | 545  | 555  | 542  |

| 2018 | 2022 | - | - | - | - | - | - | - |
| ---- | ---- | - | - | - | - | - | - | - |
| 560  | 556  | - | - | - | - | - | - | - |

### Enseignement
Marcilly-sur-Vienne se situe dans l'Académie d'Orléans-Tours (Zone B) et dans la circonscription de Chinon.
L'école élémentaire accueille les élèves de la commune.

### Vie culturelle et associative

#### Manifestations culturelles et festivités
- Février : Fête patronale
- Mai : Fête de l'Alose et de la Batellerie
- Quatrième samedi de juin : Triathlon (Nouâtre/Marcilly-sur-Vienne)
- Premier dimanche d'octobre : Fête communale

#### Associations
Amicale des Anciens Combattants, Club du 3e âge « Automne Rose », Comité des Fêtes « Le Réveil de Marcilly », Club de gymnastique « Club de Gym Sourire », Association « Grain de Sel » (bibliothèque, théâtre, spectacles…), Tireurs des Trois Fontaines, Club de judo et Ju-Jitsu, APE (Association des parents d'élèves du regroupement se met au service des écoles), Société de chasse.

#### Rassemblement des Marcilly's de France
Depuis de nombreuses années, tous les deux ans, l'Association des Marcilly de France du Châtel. organise tout un programme pour réunir le plus grand nombre de lieux portant ce nom, 24 au total.
- Marcilly-la-Campagne (27 - Eure)
- Marcilly-sur-Eure (27 - Eure)
- Marcilly (50 - Manche)
- Chaumoux-Marcilly (18 - Cher)
- Marcilly-sur-Maulne (37 - Indre-et-Loire)
- Marcilly-sur-Vienne (37 - Indre-et-Loire)
- Marcilly-en-Beauce (41 - Loir-et-Cher)
- Marcilly-en-Gault (41 - Loir-et-Cher)
- Marcilly-en-Villette (45 - Loiret)
- Marsilly (17 - Charente-Maritime)
- Marcilly (77 - Seine-et-Marne)
- Marsilly (57 - Moselle)
- Marcilly-le-Hayer (10 - Aube)
- Fay-lès-Marcilly (10 - Aube)
- Avant-lès-Marcilly (10 - Aube)
- Marcilly-sur-Seine (51 - Marne)
- Marcilly-en-Bassigny (52 - Haute-Marne)
- Marcilly-sur-Tille (21 - Côte-d'Or)
- Marcilly-Ogny (21 - Côte-d'Or)
- Marcilly-et-Dracy (21 - Côte-d'Or)
- Marcilly-la-Gueurce (71 - Saône-et-Loire)
- Marcilly-lès-Buxy (71 - Saône-et-Loire)
- Marcilly-le-Châtel (42 - Loire)
- Marcilly-d'Azergues (69 - Rhône).

En 1986, Marcilly-sur-Seine fut le premier à accueillir la rencontre des Marcilly's de France.
En juin 1999, Marcilly-sur-Vienne a été retenue pour recevoir les Marcilly's de France.

## Économie

### Artisans et commerçants
Activités artistiques,
épicerie-bar,
antiquités brocante,
charpente-couverture,
chauffage-plomberie,
coiffure à domicile,
ébéniste,
électricité générale,
garage automobiles,
spectacles et animations
jardinier-paysagiste,
service à domicile,
maçonnerie et carrelage,
fromage de chèvre,
artiste et dessinateur,
poterie,
sable et graviers,
taxi-ambulance.

## Culture locale et patrimoine

### Lieux et monuments

#### Le château de La Motte
Le château de la Motte, divers noms et lieux-dits apparaissent dans les chartes de Noyers. C'est tout d'abord, Motta au XIIe siècle puis La Motte Yvon au XIVe siècle suivi de la Motte de Marcilly-sur-Vienne ou de la Motte sous Nouâtre du XVe au XVIIIe siècle. La Motte Piolant est également citée au XVIIe siècle.
Cette motte féodale sur la rive gauche de la Vienne complète les deux mottes élevées sur la rive droite de part et d'autre du gué de l'époque, pavé en son temps, car c'était la route d'Espagne, reliant Tours à Saint-Jacques-de-Compostelle.
Le comte Foulque Nerra est l'un des premiers bâtisseurs de ces mottes qui entre autres assuraient la protection du gué sur chaque rive. À Marcilly-sur-Vienne, en 1540, il est aussi noté l'existence d'une importante forteresse dotée d'un pont-levis et appelée la motte de Sulion.
Le passage de la rivière est à l'origine de Marcilly-sur-Vienne et Nouâtre.
Marcilly-sur-Vienne Fief du château de la Motte a appartenu en 1396 à Pierre de la Jaille puis à ses descendants jusqu'au XVIe siècle. Se succédèrent dans l'ordre, les familles Becs de Lièvre, de Cressant, de Turpin de Crissé, d'Armagnac, de Chezelles, Rabault des Rollands et de Greaulme.
L'édifice actuel construit sur l'emplacement de l'ancienne motte Piolant date du XVIIe siècle. Il est constitué d'un corps de logis en quatre parties, avec une tour carrée, un pavillon avec toit à la Mansart et une partie centrale avec pilastres doriques et une porte plein cintre, le tout entouré de dépendances.
Certains murs de ce château ont 2 m d'épaisseur et côté rivière on retrouve les fondations d'un ancien pigeonnier du XIXe siècle.
Ce château depuis sa dernière reconstruction a subi bon nombre de modifications à la suite d'héritages, de partages, de ventes, etc. et il se transforma en fermes et autres logements indépendants.
Un des derniers véritables châtelains de La Motte fut Martin d'Anzay dont la tombe est encore au cimetière (en entrant à droite).
Actuellement, au lieu-dit la Motte, on y recense plusieurs familles.

#### L'église
L'église Saint-Blaise de Marcilly-sur-Vienne fut bâtie au XVe siècle sur les fondements d'une ancienne église du XIe, construite par la famille de Jaille du château de la Motte, elle porte en elle tous les caractères d'une construction seigneuriale avec principalement sa chapelle à deux arcades blasonnées avec une vue biaisée vers la nef pour que les seigneurs puissent suivre l'office. Une porte charretière flanquée d'une porte piétonne était l'entrée des familiers ousuivants alors que la grande était réservée aux maîtres des lieux. Ces portes dissymétriques à pinacles et colonnes torsadées sont enjolivées par des statuettes colorées.
Du côté droit on trouve une autre chapelle plus simple, avec une seule arcade, réservée à Saint Blaise, le patron de cette église. Blaise, futur saint, vécut et mourut en Arménie au IVe siècle. C'était un évêque médecin qui accomplissait de nombreux miracles. Il fut décapité sur l'ordre d'Agricola qui voulait le faire apostasier.
À Marcilly-sur-Vienne, on vient le prier pour la guérison des maux de gorge.
La nef rectangulaire, relativement grande, est formée de quatre travées voutées sur croisées d'ogives à liernes profondément mouturées et retombant sur de fines colonnes à chapiteaux.
Une plaque funéraire en marbre noir qui était sur le tombeau seigneurial de la chapelle (cassé à la Révolution) est maintenant apposé dans l'abside indiquant que l'un des propriétaires de l'église, Jean d'Armagnac, conseiller d’État, gouverneur et bailli de Loudun vers 1627 est décédé en 1634 poignardé par son secrétaire qui fut ensuite roué.

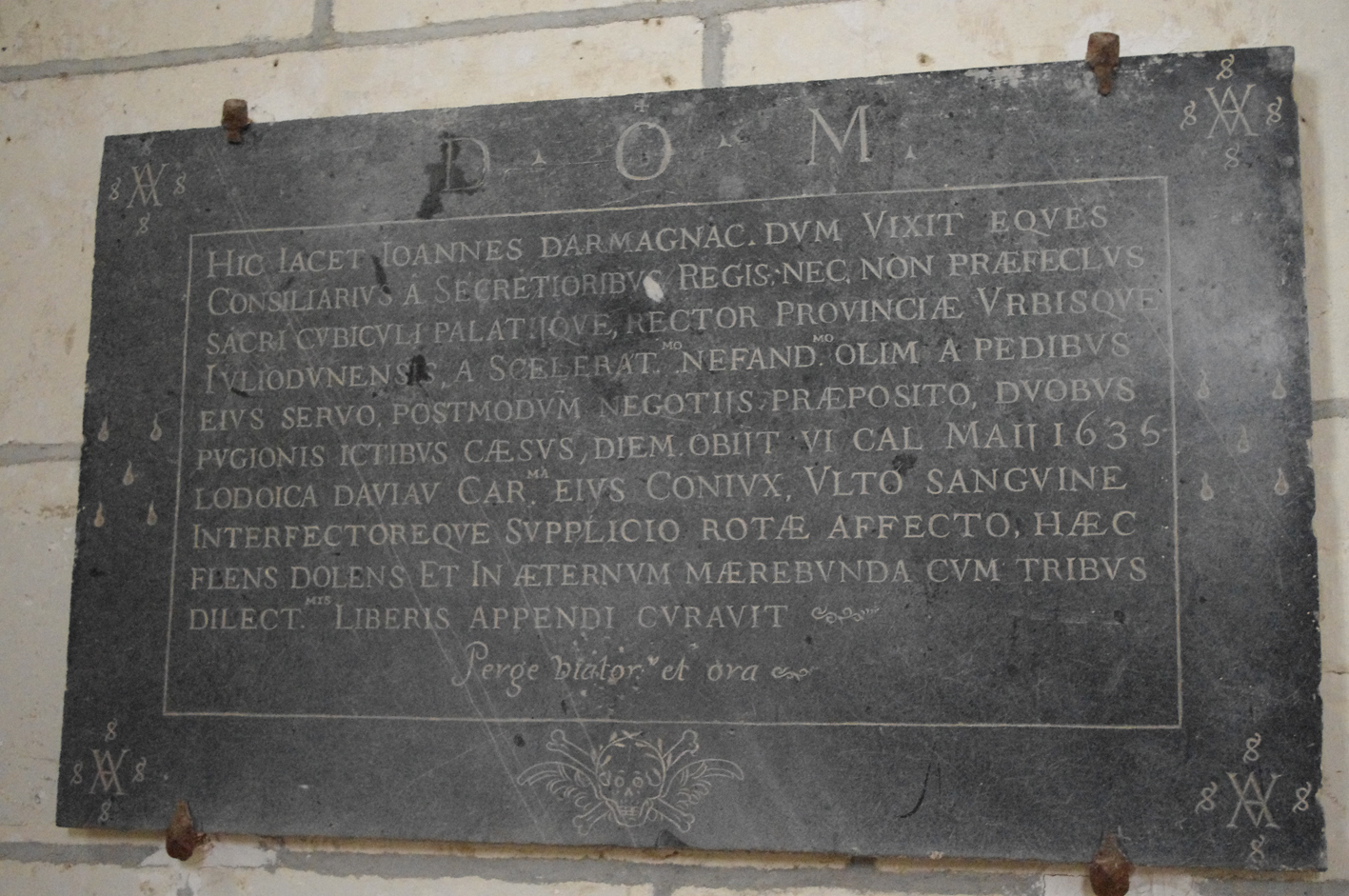
Plaque funéraire de Jean d'Armagnac.

Extérieurement, cette église est épaulée par de gros contreforts plantés de biais et percée en façade par un portail double sommé d'une accolade et surmonté par un vitrail aussi large que lui ; portes et fenêtres sont encadrées par deux colonnes coiffées d'un pinacle et de deux niches.
La charpente est couverte d'ardoises surmontée d'un clocher à huit pans avec sa girouette de coq gaulois et nanti de deux cloches issues de la grosse cloche de jadis, fêlée, et qui fut fondue après la Seconde Guerre mondiale sous l'égide de l'abbé Duperré et des parrains.

#### La maison du Passeur et le bac
La maison du Passeur date du XVe siècle et cette bâtisse témoigne de l'importance du passage de la Vienne entre Nouâtre et Marcilly-sur-Vienne. Le gué primitif emprunté alors pour la route d'Espagne et Saint-Jacques-de-Compostelle est remplacé par un bac mis en service jusqu'à la construction du pont en 1932.
Jusqu'à ce moment, le rôle du passeur est indispensable pour les personnes et les attelages d'animaux désirant se rendre d'une rive à l'autre.
Beaucoup d'histoires et d'incidents émaillèrent les traversées par ce bac ou charrière et certains passeurs furent même les vedettes des tribunaux pour des immersions dont un passant tombé à l'eau et non repêché, qui bien sûr se noya.
Ce marinier habitait évidemment « La Maison du passeur » située près de l'embarcadère.
Le dernier passeur de Marcilly-sur-Vienne, monsieur Bourreau surnommé « le père Ratapoële », était un marinier, tenant buvette et vendant ses poissons. Décédé en 1926, il fut remplacé par messieurs Bernon et Bouchet de Nouâtre.
Cette solide maison aux murs très épais 70–95 cm doit régulièrement, compte tenu de son emplacement, affronter la montée des eaux lors de crues importantes.
En 1892, l'eau la submergea presque, en 1913 elle était au milieu du premier étage et en 1962 au plafond du rez-de-chaussée.
À une époque, le conseil général avec monsieur Guignard, maire de Sainte-Maure-de-Touraine regretta que cette maison ne fût pas achetée par l'État et intégrée dans son patrimoine car il reste peu de maison de Passeur et fort peu en bon état.
Un détail, un nom gravé sur une pierre de cette bâtisse, « IBRIDIER » reste une énigme.

#### Le Marais
Le Marais : racine du village de Marcilly-sur-Vienne. connu dès le VIIe siècle par les chartes de l'abbaye de Noyers, Le Marais était un fief important du château de La Motte. À la fin du XVIIe siècle il appartenait à Jean d'Armagnac seigneur de La Motte Piolant. Peut être est-ce à lui que l'on doit les derniers vestiges de cette ferme seigneuriale en l'occurrence une belle tour carrée dont le rez-de-chaussée constituait l'entrée.
Les deux autres ouvertures sont actuellement condamnées. Intérieurement, l'arcature en plein cintre a été murée et un bâtiment plus récent est venu s'épauler sur la face ouest.
Pour l'ouverture donnant sur l'extérieur, on remarque encore deux étroites meurtrières qui protégeaient le portail de chaque côté. La clé porte un bel écusson non sculpté. Un autre semblable se voit au-dessus d'une fenêtre dans la cour de la ferme.
Si les murs sont en moellons, les angles et les assises supérieures sont appareillés en pierre de taille.
Une corniche à petits modillons supporte le toit d'ardoise à quatre pans et tout le premier étage était un colombier dont les centaines de boulins sont intacts. Il est encore occupé par quelques pigeons qui s'ébattent à leur aise.
En bordure du chemin, la partie basse d'une petite tour est incorporée dans les murs de la clôture.
Ce fief du marais fut toujours une ferme importante située à une centaine de mètres de l'église et du prieuré au carrefour de la route principale de jadis, aujourd'hui appelée la rue de Cambraye.
Après avoir appartenu à différents membres de la famille d'Armagnac durant les XVIIe et XVIIIe siècles, en 1737 le propriétaire du Marais était Mathieu Pierre, capitaine de chevau-légers du régiments d'Autry, lieutenant des maréchaux de France et seigneurs de plusieurs autres fiefs comme La Douce et la Heurtelière.
La propriété du Marais passe ensuite en 1764 à la veuve Armand Gazeau de la Bouère, Anne Perrine de Greaulme qui comparut par fondé de pouvoir comme dame de Marcilly à l'assemblée électorale de la Noblesse en 1789.
Depuis la Révolution, la ferme du Marais changea de nombreuses fois de propriétaires.

#### Les Fours à Chaux
Les Fours à Chaux. C'est en 1881 au lieu-dit "Le Sourd" ou "Les Fours" que furent construits 4 fours à chaux à feu continu avec un hangar de stockage et 400 m de voie Decauville pour le transport de la pierre. La gestion de cette usine était conduite par Monsieur Pellé J-B et ses associés Messieurs Champigny, Gautron, Tissier puis Pagé en 1885.
Après Émile Fouquet en 1889, c'est Jean Baptiste Pellé-Millet qui reprend l'affaire.
En 1907, Fernand Vincent hérite de l'entreprise. Il la modernise avec la construction d'un bâtiment pour abriter un moteur vertical monocylindre poly-carburant, d'un magasin, d'une machine à broyer et la voie s'allonge à 720 m. Une trentaine d'ouvriers travaillant tant à l'usine qu'en carrière et des logements sont mis à leur disposition.
Tous les anciens se souviennent du petit train de wagonnets tiré par un cheval jusqu'en 1949 puis par un petit locotracteur. Ce mini train transportait la pierre qui fut d'abord extraite à ciel ouvert au Vieux Port puis dans le coteau où des galeries de 4 km furent creusées et même jusque sous "Les Ourillaux".
En 1937, Maurice Vincent succède à son père et de deux fours en service, il passe à quatre en 1945. En 1962, à la suite d'une erreur de fabrication de la chaux, l'usine est obligée de fermer. La Maison Vincent s'investit alors dans la fabrication de parpaings et d'abris de jardin puis dans la construction de préfabriqués (les préfabriqués Royer).

### Personnalités liées à la commune
Fin 2003, une enfant de Marcilly-sur-Vienne[réf. nécessaire], Marie-Odile Mergnac, reçut le prix Chaix d'Est-Ange (célèbre généalogiste du XIXe siècle) qui lui fut remis par l’académicien Emmanuel Leroy-Ladurie, historien, ancien directeur de la Bibliothèque nationale et des Archives nationales.